# Nord Éclair
Nord Éclair est un quotidien régional du département du Nord en France. Son siège est situé à Lille. Il fait partie du groupe de presse Groupe La Voix, qui lui-même appartient au groupe belge Rossel depuis 2000.

## Histoire
Le journal est issu de la confiscation des biens de l'ancien journal le Journal de Roubaix à l'issue de la Seconde Guerre mondiale. Le directeur du Journal de Roubaix est condamné en 1946 à deux ans de prison et son éditorialiste à cinq ans de prison. Charles Tardieu, qui sur demande de l’Allemagne avait été nommé au Grand Écho est condamné aux travaux forcés à perpétuité et à l’indignité nationale.
Dès le lendemain de la Libération, Nord Matin (socialiste) et  Liberté (communiste), avec André Pierrard comme rédacteur en chef, réclament une « justice impitoyable » et parlent des « Nazis du Grand Écho » ou de « Kollaborateurs du Journal de Roubaix ». En septembre 1945, le quotidien communiste estime que la direction de Nord Éclair est en fait dominée par d’anciens adjoints, sous l'Occupation, du directeur du Journal de Roubaix, en s'appuyant comme Nord Matin sur deux lettres de l'actionnaire révélant que la nouvelle formule apparue à la Libération avait été préparée, moins d'un an et demi plus tôt, par une équipe recrutée par lui-même, à partir de novembre 1943.
Une répartition des quotidiens régionaux est de fait organisée entre les différentes tendances politiques impliquées dans la Résistance. Le Journal de Roubaix est donc attribué au Mouvement républicain populaire (MRP, de tendance centre-droit). Le Réveil du Nord devient Nord Matin et est attribué à la SFIO (devenu plus tard le Parti socialiste), et L'Écho du Nord est repris sous le titre La Voix du Nord pour le compte des gaullistes. Liberté, du Parti communiste français (PCF), et le journal chrétien La Croix du Nord n'ayant pas été compromis dans la collaboration continuent à paraître en gardant le même titre.

## Diffusion
- Nord Eclair [2],[3]

| Titre  | 2007   | 2008   | 2009   | 2010   | 2011   | 2012   | 2013   | 2014   | 2015   | 2016   | 2017   | 2018   | 2019   |
| ------ | ------ | ------ | ------ | ------ | ------ | ------ | ------ | ------ | ------ | ------ | ------ | ------ | ------ |
| Totale | 30 770 | 30 191 | 28 622 | 26 884 | 25 882 | 24 651 | 22 229 | 21 357 | 19 709 | 17 900 | 16 929 | 15 305 | 13 901 |
| Payée  |        |        |        |        |        |        |        |        | 18 797 | 17 080 | 16 151 | 14 691 | 13 355 |